# Isaak Rubinstein
Isaak Rubinstein (1804 – 1. září 1878 Bad Ischl) byl rakouský politik židovského původu z Bukoviny, v 2. polovině 19. století poslanec Říšské rady.

## Biografie
Působil jako tajemník obchodní a živnostenské komory v Černovicích. Byl židovského původu. V rámci početné židovské komunity v Černovicích patřil mezi liberálně, pokrokářsky orientované představitele. Jeho dcera Susanna Rubinstein, byla doktorkou filozofie.
Zasedal jako poslanec Říšské rady (celostátního parlamentu), kam nastoupil v prvních přímých volbách do Říšské rady roku 1873 za kurii obchodních a živnostenských komor v Bukovině, obvod Černovice. Poslancem byl až do své smrti roku 1878. V roce 1873 se uvádí jako Isak Rubinstein, císařský rada, bytem Černovice. V roce 1873 zastupoval v parlamentu blok Ústavní strany (liberálně, centralisticky a provídeňsky orientované).
Zemřel v září 1878.